# Vija-no-nes
Vija-no-nes (Vijanones o Vejanoness) fou un estat tributari protegit de l'agència de Kathiawar, al prant de Gohelwar, presidència de Bombai. Estava format per un sol poble (i alguns llogarets) amb un únic propietari tributari.
La superfície era de 75 km² i la població el 1881 de 175 habitants. Els ingressos estimats eren de 49 lliures i pagava un tribut de 325 rupies al Gaikwar de Baroda.